# Saint-Georges-de-Mons
Saint-Georges-de-Mons település Franciaországban, Puy-de-Dôme megyében. Lakosainak száma 2003 fő (2022. január 1.). Saint-Georges-de-Mons Les Ancizes-Comps, Chapdes-Beaufort, Manzat, Queuille, Sauret-Besserve és Vitrac községekkel határos.

## Népesség
A település népessége az elmúlt években az alábbi módon változott:
| Lakosok száma | 2035 | 1998 | 2028 | 1955 | 1946 | 1933 | 1914 | 1959 | 2003 |
|               | 2013 | 2015 | 2016 | 2017 | 2018 | 2019 | 2020 | 2021 | 2022 |